# Bert H. Miller

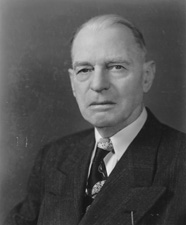
Bert H. Miller

Bert Henry Miller (* 15. Dezember 1879 in St. George, Utah-Territorium; † 8. Oktober 1949 in Washington, D.C.) war ein US-amerikanischer Jurist und Politiker (Demokratische Partei), der den Bundesstaat Idaho im US-Senat vertrat.
Miller graduierte zunächst 1901 von der Brigham Young University in Provo, im folgenden Jahr machte er dann seinen Abschluss an der Law School der Cumberland University in Lebanon (Tennessee). 1903 wurde er in die Anwaltskammer aufgenommen und begann als Jurist in St. Anthony (Idaho) zu praktizieren. Von 1912 bis 1914 amtierte er als Staatsanwalt des Fremont County.
Im Jahr 1914 bewarb sich Miller erfolglos um einen Sitz im Repräsentantenhaus der Vereinigten Staaten. Erst 1932 kandidierte er wieder für ein öffentliches Amt, als er zum Attorney General von Idaho gewählt wurde; die Wiederwahl folgte zwei Jahre später. Eine Niederlage musste er 1936 hinnehmen, als er Gouverneur von Idaho werden wollte, jedoch nicht von seiner Partei aufgestellt wurde. 1938 gehörte er als Labor commissioner zwei Monate lang der Regierung von Idaho an; im selben Jahr kandidierte er wiederum ohne Erfolg für ein Mandat im US-Repräsentantenhaus.
Von 1939 bis 1940 arbeitete Miller als Anwalt für eine in Seattle ansässige Unterabteilung des US-Arbeitsministeriums; eine weitere Amtsperiode als Attorney General von Idaho von 1940 bis 1944 schloss sich an. 1944 wurde er Richter am Idaho Supreme Court.
Schließlich trat Bert Miller 1948 bei der Wahl zum US-Senat an. Er setzte sich gegen den republikanischen Amtsinhaber Henry Dworshak durch und nahm sein Mandat ab dem 3. Januar 1949 wahr, verstarb aber nach nur neun Monaten im Amt. Idahos Gouverneur Charles A. Robins ernannte seinen Vorgänger Dworshak zu seinem Nachfolger. Miller ist damit bislang der letzte Demokrat, der den Senatssitz der Klasse 2 für Idaho innehatte.